# Коссе, Жерар
Жерар Коссе (фр. Gérard Caussé; род. 26 июня 1948, Тулуза) — французский альтист.

## Биография
Учился в Тулузе, потом в Парижской консерватории, окончив с первыми премиями классы альта и камерного ансамбля. Жерар Коссе работал в квартетах «Via Nova» и «Parrenin», потом стал солистом ансамбля «Intercontemporain», который покинул в 1982 году. Параллельно он давал сольные концерты по всему миру, а также совместные концерты с такими музыкантами, как Миша Майский, Поль Мейер, Франсуа Рене Дюшабль и др. У него более тридцати записанных дисков.
Сейчас он профессор альта в Парижской консерватории и в консерватории «Reina Sofía» в Мадриде. Параллельно он даёт мастер-классы в разных городах Европы. Он играет на альте Гаспаро да Сало 1560 года.